# Sidi Yahya Ou Youssef
Sidi Yahya Ou Youssef (franska: Sidi Yahya Ou Yousse (CR), Sidi Yahya Ou Yousse (Commune Rurale), arabiska: انمزي) är en kommun i Marocko.   Den ligger i provinsen Midelt och regionen Drâa-Tafilalet, 220 km sydost om huvudstaden Rabat. Antalet invånare är 2 531.